# Cosmologia della Terra di Mezzo
La cosmologia della Terra di Mezzo è la cosmologia dell'universo fantasy creato da J. R. R. Tolkien. Essa riguarda l'origine e l'evoluzione del cosmo - dalla creazione dell'universo da parte di Eru Ilúvatar e degli Ainur fino alla fine del mondo - e la descrizione dei diversi corpi celesti che ne fanno parte.
La cosmologia viene narrata e descritta da Tolkien in diverse versioni a partire dagli anni venti in bozze poi confluite in The History of Middle-earth. Una forma definitiva venne pubblicata dal figlio Christopher nel Silmarillion. La cosmologia tolkeniana ha molti punti in comune con la mitologia norrena e la teologia cristiana. Tramite essa l'autore sviluppa i temi del suo legendarium e le sue concezioni mitologiche e religiose.

## Storia dell'universo
Al principio di tutto, prima della creazione dell'universo, vi era un unico essere supremo: Eru Ilúvatar. Tramite l'utilizzo della fiamma imperitura, ovvero il suo spirito divino in grado di conferire la vita, Eru diede origine agli Ainur, entità di natura angelica a cui rivelò e infuse parte della propria mente. Gli Ainur iniziarono a cantare sviluppando individualmente o in piccoli gruppi i motivi che Ilúvatar aveva instillato in ognuno di loro. Melkor, il più potente tra gli Ainur, iniziò però a covare il desiderio di sempre maggior potere e bramò a lungo la fiamma imperitura per poter dare anche lui vita alle sue creazioni su cui comandare.
A un certo punto Eru chiamò a sé gli Ainur ed espose un grande tema musicale, chiedendo loro di espanderlo in un canto corale in cui per la prima volta avrebbero cantato tutti insieme in armonia e ognuno vi avrebbe aggiunto qualcosa secondo la propria personalità e creatività. Tuttavia Melkor iniziò a sviluppare idee diverse da quelle di Eru e, nella sua voglia di ingigantire la parte che gli era stata assegnata, introdusse nella musica modifiche personali, che risultarono essere cacofoniche e dissonanti, e che corruppero l'armonia della composizione Eru introdusse allora due nuove melodie; Melkor sfidò anche queste, corrompendo la prima, ma risultando impotente contro la seconda, che assorbiva i nuovi suoni di Melkor in sé. Infine, Eru concluse la musica con un unico accordo potente e definitivo.
Dopodiché Eru mostrò agli Ainur tramite una visione ciò che essi avevano cantato nella loro musica. Gli Ainur poterono così ammirare l'universo fisico e le sue vicende, inclusa la futura comparsa dei figli di Ilúvatar, che era contenuta in parti della terza melodia concepite dal solo Eru e di cui gli Ainur non erano a conoscenza. Ilúvatar interruppe poi la proiezione, lasciandone in sospeso la conclusione. Gli Ainur rimasero allora interdetti, augurandosi che ciò a cui avevano assistito fosse reale. Eru rese quindi concreta questa visione attraverso l'utilizzo della fiamma imperitura, creando l'universo, Eä, e al suo interno la Terra, Arda. Dopo la creazione, alcuni degli Ainur rimasero con Eru Ilúvatar, altri discesero nel mondo prendendo il nome di Valar e Maiar per completare il disegno della musica.
Al momento della sua creazione, Arda era ancora informe e disabitata, così gli Ainur e i Maiar iniziarono a modellare il mondo per prepararlo all'arrivo dei figli di Ilúvatar. Anche Melkor prese Arda come propria dimora e continuamente cercò di sabotare gli sforzi dei Valar, corrompendo e disfacendo le loro creazioni. Fu così che il disegno originario, armonico, luminoso e simmetrico per la Terra venne deturpato, prima con la distruzione delle Due Lampade, poi con la formazione dei continenti e infine con l'avvelenamento dei Due Alberi. Già in questo periodo esistevano stelle nel cosmo che rischiaravano il cielo di Arda. Per restituire luce alla Terra dopo la distruzione dei Due Alberi i Valar presero l'ultimo frutto di Laurelin e l'ultimo fiore di Telperion e ne fecero il Sole e la Luna, ponendoli in moto nel cielo di Arda.

La trasformazione di Arda in un mondo sferico al termine della Seconda Era. Mappe basate sul libro J.R.R. Tolkien: La via per la Terra di Mezzo di Tom Shippey. Aprire per una maggiore risoluzione.

Arda era stata creata piatta, ma, in seguito al tentativo dei numenoreani di muovere le armi contro i Valar, Eru intervenne per rimuovere il reame beato di Valinor dal mondo e lo rese sferico. Dopo questa trasformazione l'universo e Arda continuano a evolvere come le loro controparti reali, in quanto Tolkien si immaginava Arda come la Terra in un'epoca remota del passato. Nel Silmarillion il destino di Arda è lasciato aperto.

## Ispirazioni e analisi
Tolkien, nel concepire la cosmogonia e la cosmologia di Arda, fu influenzato da due fonti principali: la mitologia norrena e la teologia cristiana. Sebbene infatti l'autore abbia sempre negato una lettura prettamente allegorica o religiosa delle sue opere, ammise che il legendarium è saldamente radicato nella sua visione cristiana e nelle ricadute morali e teologiche.
L'Ainulindalë ricalca la Genesi e il Vangelo secondo Giovanni. Secondo questa lettura Eru Ilúvatar sarebbe Dio, un essere supremo e onnipotente, e i Valar figure angeliche, create per fungere da suoi servitori. Eru condivide il processo di creazione con gli Ainur, che assurgono quindi al rango di "sub-creatori", sub-creator come li chiama Tolkien. La creazione vera e propria avviene poi attraverso la musica intonata dagli Ainur, che è emblematica dell'importanza della musica nell'opera di Tolkien e che rimanda al concetto medievale della musica delle sfere. Lo studioso John William Houghton ha paragonato la creazione tolkienana al pensiero di Sant'Agostino, secondo il quale prima Dio creò gli angeli, poi infuse in loro la conoscenza e infine creò il mondo fisico che si sviluppa sotto la guida dello Spirito Santo. Altri aspetti teologici che permeano il legendarium sono l'origine dell'universo come creazione intenzionale da parte di un Dio e il fatto che il creatore intervenga direttamente ascoltando le suppliche delle sue creature. L'influenza aristotelica e tomistica si riflette nell'enfasi sull'ordine del creato e sull'origine e la finalità di tutto nell'imperscrutabile disegno divino.
La differenza tra Eru e i Valar viene rimarcato dal ruolo di questi ultimi come sub-creatori: essi possono infatti accrescere e modificare l'opera di Ilúvatar ma non sostituirsi completamente a essa; alcuni risvolti della musica inoltre, come la creazione dei figli di Iluvatar o il destino degli uomini, rimangono ignote perfino agli Ainur e conosciute solo a Eru. Ilúvatar è infatti l'unico a custodire il segreto della fiamma imperitura o fuoco segreto, ovvero l'essenza divina di cui sono animate le sue creature, che, proseguendo la lettura cristiana dell'opera, equivale allo Spirito Santo. Tale fiamma possiede la capacità di conferire esistenza a pensieri e sensazioni. Senza di essa i Valar sono solo in grado di maneggiare ciò a cui è già stata data la vita, come fa Melkor con gli orchi, o al massimo creare delle creature incomplete, come quando Aulë creò i nani ed Eru lo ammonì, spiegandogli che se lui non avesse accettato quell'opera e non l'avesse consacrata con la fiamma, i nani non sarebbero rimasti altro che fantocci nelle mani di Aulë, necessitanti della sua volontà per muoversi, e sarebbero stati legati a lui in tutto e per tutto.
Le creature toccate dalla fiamma imperitura ottengono la vita ma anche l'indipendenza e il libero arbitrio, che viene indicato come il dono più grande di Eru. Il primo esempio di questa grazia viene fornito quando Ilúvatar coinvolge direttamente gli Ainur nella creazione, permettendo loro di contribuire ognuno secondo la propria sensibilità alla melodia che aveva concepito. Proprio questa possibilità permette a Melkor di rifiutare il tema musicale di Eru e di concepire melodie proprie che deviano e corrompono il disegno di Ilúvatar dando origine al male e a un'Arda deturpata. Anche il male, la ribellione e il libero arbitrio fanno però parte di un disegno divino più ampio: così come i suoni di Melkor vengono infine assorbiti dalla melodia di Eru per dare origine ad Arda, allo stesso modo il male e la ribellione finiscono in modo del tutto inattesto per accrescere la bellezza e lo splendore del creato.

## Forma dell'universo

### Universo
La dimora di Eru Ilúvatar e degli Ainur al di fuori dei confini spazio-temporali dell'universo sono le Aule Atemporali. Esse sono state paragonate al paradiso cristiano. Al di fuori delle Aule Atemporali si trova una regione astratta e disabitata chiamata Vuoto (Avakúma, Kúma). Il Vuoto è dominato dall'assenza di spazio, tempo e vita, e non è mai stato toccato dalla fiamma imperitura di Eru. Melkor fu gettato nel Vuoto dopo la Guerra d'Ira.
In seguito agli eventi dell'Ainulindalë Eru e gli Ainur concepirono e diedero origine all'universo fisico, chiamato Eä. Il nome viene dalla parola Quenya corrispondente al verbo essere e identifica Eä come "tutto ciò che è", l'esistente, al contrario di ciò che non è, ovvero il Vuoto da cui Eä venne formato e all'interno del quale venne posto, pur differenziandosene. Eä fu anche la parola pronunciata da Eru, un comando che significa "sia!", nel momento in cui mediante la fiamma imperitura concretizzò l'universo che gli Ainur avevano immaginato.

### Arda
All'interno di Eä Eru creò Arda, la Terra. Essa è contenuta in Ilmen, ovvero l'atmosfera, una regione di spazio pervasa dalla luce in cui si trovano e ruotano anche le stelle e gli altri astri celesti. Nella sua prima forma piatta Arda è delimitata dallo spazio circostante dalle Mura del Mondo, che formano una barriera trasparente ma invalicabile. All'interno di questo disco la parte superiore è formata da Vista, ovvero l'aria respirabile, che è divisa in Fanyamar, l'aria superiore dove si formano le nuvole, e Aiwenórë, l'aria più bassa nella quale volano gli uccelli. La parte centrale è composta dalle terre emerse (Ambar, Imbar). In origine queste formavano un'unica massa ma in seguito alle azioni di Melkor Arda perse la sua simmetria e si vennero a creare quattro continenti: Aman a ovest, la Terra di Mezzo al centro, la Terra Oscura a sud e la Terra del Sole a est. I continenti galleggiano e sono circondati da Ekkaia, l'oceano che forma la parte più bassa di Arda e i mari del mondo.
La forma di Arda cambia radicalmente quando al termine della Seconda Era i numenoreani invadono Aman. Su richiesta dei Valar Eru intervenne personalmente cambiando per sempre la forma del mondo, rendendolo sferico e rimuovendo Aman dalle sue cerchie. In seguito a questo sconvolgimento solo agli elfi è permesso raggiungere le terre beate percorrendo con le loro navi la Strada Diritta, una via che superando la curvatura di Arda consente di giungere su Valinor.

### Stelle, costellazioni e oggetti celesti
Le stelle e i corpi celesti furono creati da Eru Ilúvatar e dagli Ainur con la loro musica prima dell'inizio del tempo. Questo tipo di stelle erano pallide e lontane. Dopo l'ottenebramento di Arda causato dalla distruzione delle Due Lampade, i Valar crearono i Due Alberi per illuminare Valinor, mentre la Terra di Mezzo rimase avvolta nelle tenebre. Quando gli elfi stavano per risvegliarsi, Varda creò nuove e più vicine stelle al fine di rischiarare la Terra di Mezzo e sfidare il potere di Melkor.
Nel Silmarillion, in Morgoth's Ring e in alcune fonti secondarie sono proposte possibili corrispondenze tra i corpi e le stelle menzionati nel legendarium e le loro controparti reali.
- Alcarinquë, Morwen,[23] Silindo (Giove)[24]
- Borgil, generalmente identificato con Aldebaran. Nella Compagnia dell'Anello, nel capitolo In tre si è in compagnia, Tolkien descrive Borgil come una stella rossa che si alza dalle nebbie basse della sera dopo Remmirath (le Pleiadi) e prima di Menelvagor (Orione). Larsen e altri hanno fatto presente che Aldebaran deriva dalla parola araba Al Dabaran, cioè "l'inseguitore" delle Pleiadi, ed è inoltre l'unica stella rossa di una certa importanza a ricadere nella descrizione. Altre ipotesi, meno probabili, individuano invece Borgil nella stella rossa Betelgeuse o nel pianeta Marte.[22][25]
- Carnil (Marte)[22][24]
- Elemmire (Mercurio)[22][24]
- Helluin (Sirio)[22][26]
- Luinil (Urano)[22][24]
- Lumbar (Saturno)[22][24]
- Luna, Ithil. La Luna è uguale per proprietà luminose alla Luna reale; fu creata dai Valar in seguito all'oscuramento di Valinor e precedette di poco la creazione del Sole. Aulë insieme alla sua gente fabbricò un vaso per contenere l'ultimo fiore d'argento di Telperion e preservarne la luce. Poi il vaso fu affidato a Varda che ne fece un'isola del cielo, in grado di attraversare le regioni inferiori di Ilmen lungo un itinerario prestabilito. L'isola della Luna è guidata da Tilion. Gli elfi chiamano la Luna Ithil in Sindarin, Isil in Quenya e Rána dai Noldor, e la tengono in maggior considerazione rispetto al Sole.[27]
- Menelmacar, Menelvagor, Telumehtar, Spadaccino del Cielo. Una delle costellazioni create da Varda per rischiarare la Terra di Mezzo e identificata in Orione. Rappresenterebbe Túrin Turambar e il suo eventuale ritorno per combattere Melkor nella Dagor Dagorath. La forma Menelmacar è in Quenya ed è la più usata, ma sono attestate anche Telumethar e Menelvagor in Sindarin.[28]
- Morwinyon (Arturo)[29]
- Nenar (Nettuno)[22][24]
- Remmirath (Pleiadi)[22][25]
- Sole, Anor. Il Sole è un astro creato da Aulë e Varda costruendo un vascello per contenere la lucentezza dell'ultimo frutto di Laurelin. Il Sole tolkieniano è uguale per proprietà luminose al Sole reale, e il suo vascello viene affidato alla guida di Arien, una Maia. I nomi del Sole tra gli Elfi sono molti: Anar in Quenya, Anor in Sindarin e Vasa per i Noldor. Tutte le creature di Morgoth o i personaggi malvagi temono il Sole, come gli orchi che, con l'eccezione degli uruk-hai, non si muovono all'aria aperta quando questo è nel cielo, o i troll che ne vengono pietrificati.[30][31]
- Stella di Eärendil, Gil-Amdir,[32] Gil-Estel ("stella della speranza"),[33] Gil-Oresetel, Gil-Orrain.[34] È la stella più giovane a essere creata nel legendarium, quando Eärendil viene fatto assurgere in cielo con la sua nave Vingilot e uno dei Silmaril. Da allora la sua luce eccezionalmente luminosa infonde speranza in chiunque la osservi ed è particolarmente cara agli elfi. La stella di Eärendil è chiamata anche Stella del Mattino o Stella della Sera ed è identificata con Venere.[22][24][34][35]
- Valacirca, Aratro, Falce dei Valar, Sette Stelle, Falce d'Argento.[11] È un'importante costellazione posta nel cielo da Varda come perenne monito a Melkor e ai suoi servi. Poiché è formata da sette stelle e si trova a nord è identificata nell'Orsa Maggiore[22][24] Valacirca è una delle rare costellazioni nominate nel Signore degli Anelli.
- Wilwarin (Cassiopea)[22][24]

## Versioni alternative
La visione della cosmologia di Arda da parte di Tolkien non si mantenne costante nel tempo e, come buona parte dei suoi scritti che fanno parte del legendarium, fu sottoposta a continue revisioni e modifiche. La prima versione risale al decennio 1920-1930; in essa Arda è piatta e posta in uno spazio finito all'interno del vuoto cosmico, in cui si muovono anche il Sole, la Luna e una manciata di stelle. In alcuni dei suoi primi racconti, raccolti nel capitolo Il racconto del Sole e della Luna dei Racconti ritrovati, Tolkien descrive il Sole e la Lune come immense isole di fuoco e di cristallo e ne ripercorre in chiave mitica la loro origine e le loro caratteristiche, come il fatto che la Luna è bruciata, o il perché delle sue macchie e delle fasi lunari.
Negli anni quaranta l'autore pose la Terra in un vasto universo composto da stelle e altri corpi celesti, che è il modello confluito nel Silmarillion. In versioni successive della cosmologia Tolkien volle rendere più realistica la rappresentazione del suo universo immaginario e per questo ideò un modello in cui la Terra è sferica, il Sole esiste fin dall'inizio della creazione e Arda designa l'intero sistema solare. Il proposito però non venne portato a termine, in quanto l'autore si rese conto che la mitologia che aveva ideato e su cui si era basato fino a quel punto era «troppo intreconnessa in tutte le sue parti, le sue radici veramente troppo profonde, per resistere a un intervento così devastante».
Anche la fine dell'universo è un punto sul quale esistono versioni alternative. Nelle prime bozze del Quenta Silmarillion pubblicate postume in The Shaping of Middle-earth e The Lost Road and Other Writings Tolkien menziona una profezia di Mandos che afferma che la storia di Arda terminerà con la Dagor Dagorath, in cui alla fine dei tempi e dopo che tutte le ere saranno trascorse le forze del bene e del male torneranno in vita per affrontarsi in una battaglia finale nella quale la Terra verrà distrutta. A questo evento farà seguito una seconda musica intonata da Eru, Ainur e uomini, che darà origine a una Arda finalmente libera dal male e dalla corruzione. Sembra tuttavia che l'autore avesse in seguito deciso di abbandonare quest'idea e per questo motivo essa non è stata inserita da Christopher Tolkien nella versione pubblicata del Silmarillion.